# Miskatonic University
Miskatonic University är ett fiktivt universitet i den påhittade staden Arkham, Massachusetts i USA.
Universitetet introducerades av skräckförfattaren H.P. Lovecraft i hans historier och har sedan dess använts och används fortfarande av andra författare inom Cthulhumytologin. Även spel som t.ex. rollspelet Call of Cthulhu använder universitetet som plats för händelser.
I flera av Lovecrafts berättelser beskrivs det att universitetets bibliotek har ett av de få äkta exemplaren av Necronomicon. Enligt berättelserna har Miskatonic även en medicinsk avdelning som figurerar speciellt i Lovecrafts novell "Midnattsgästerna" (1927).
Som en hyllning till Lovecraft fick Bill Pullmans rollfigur i filmen Brain Dead vara student vid Miskatonic University. DC Comics superhjälte Zatanna kallas för "Miss Katonic". I Star Trek-romanen "How Much for Just the Planet?" av John M. Ford låter han vid ett tillfälle prinsessan "DeeDee den första" ha på sig en t-shirt med texten "Miskatonic U."